# Катоба (Висконсин)
Катоба (енгл. Catawba) град је у америчкој савезној држави Висконсин.

## Демографија
По попису из 2010. године број становника је 110, што је 39 (-26,2%) становника мање него 2000. године.
| Група             | 2000.       | 2010.       |
| Белци             | 148 (99,3%) | 109 (99,1%) |
| Афроамериканци    | 0 (0,0%)    | 0 (0,0%)    |
| Азијати           | 0 (0,0%)    | 0 (0,0%)    |
| Хиспаноамериканци | 0 (0,0%)    | 1 (0,9%)    |
| Укупно            | 149         | 110         |